# 動態競爭
動態競爭理論（英語：Competitive Dynamics Theory）是 1988 年由近代管理學者陳明哲所提倡的策略管理學說，用以辨識競爭對手、預測競爭對手的行動與回應，以降低企業面對快速變動環境的風險。動態競爭觀點指，所謂的企業競爭優勢是短暫且動態的，而不像迈克尔·波特的五力分析所隱含的靜態與不變。
企業為了避免被競爭對手取代或被過往的成就限制，故需採取一連串的行動以因應市場競爭的快速變化，而所有的競爭行為皆會激起對手的反應，即使對手選擇不回應也是一種反應方式。企業與競爭對手一來一往的競爭行動與回應是動態競爭理論架構的基礎。

## 動態競爭理論架構
動態競爭原理如下：
1. 分析競爭對手：以市場共通性與資源相似性找出競爭對手。
2. 影響企業興起競爭行為的三項驅動因子：
  1. 競爭察覺 (Awareness)
  2. 競爭動機 (Motivation)
  3. 競爭能力 (Capability)
3. 分析企業之間的競爭行為以及相互競爭的行動與回應。

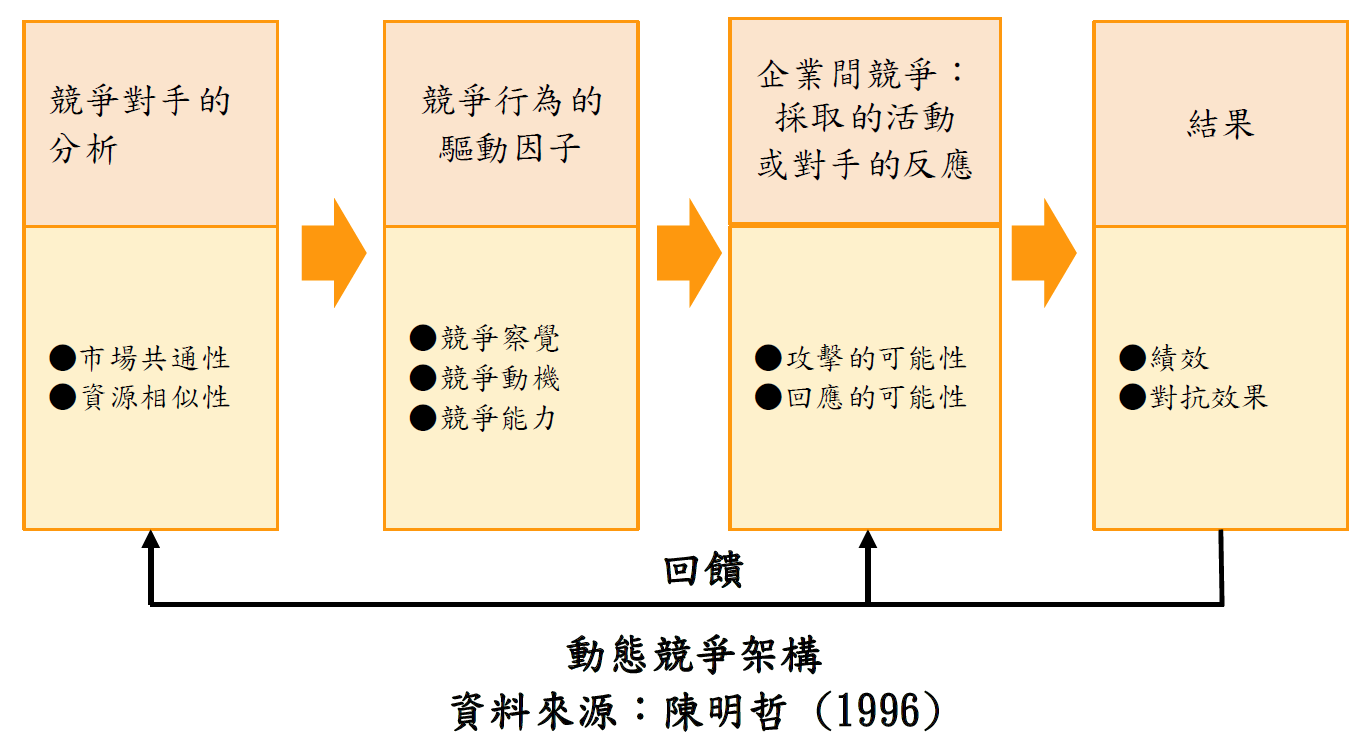
動態競爭架構圖

4. 由量化的組織績效來分析競爭對抗的效果。

## 分析競爭對手
動態分析的第一步，以市場共同性及資源相似性兩大構面一一比較及分析來找出競爭對手。如果比對競爭對手在這兩個構面重疊性越高，越可能成為主要的競爭對手。其間的競爭會更加劇烈。
- 市場共通性：競爭者呈現出與焦點廠商之市場重疊的程度。一個特定競爭者與一個焦點廠商的市場共同性，決定於這些共同市場對焦點廠商的策略重要性，以及這些共同市場中的競爭者強度[1]。例如：台灣液晶顯示面板廠商友達光電與奇美的競爭關係是市場共通性最高的競爭對手[2]。
- 資源相似性：一個特定競爭者擁有能夠與焦點廠商相較之策略性稟賦(同時涵蓋類型與數量)的程度。瞭解資源相似性對廠商的競爭優勢非常重要，因為擁有相似資源組合的廠商，可能在市場上具有相似的策略性能力與競爭弱勢。相對地，擁有多樣化資源組合的廠商，因具有獨特的策略性資源形貌，因此可能會有多樣化的競爭決策組合可供選擇[1]。

結合上述兩大指標，可以用如下競爭者圖像來呈現雙方的競爭關係。

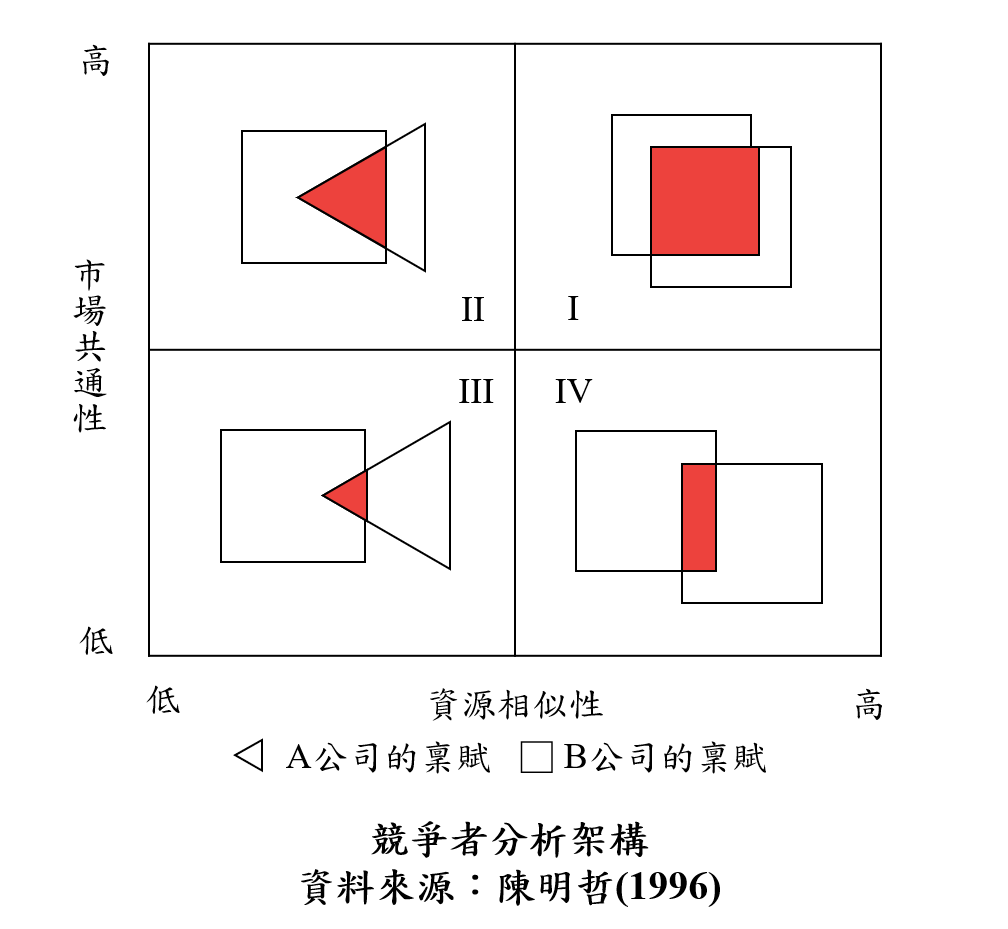
競爭者圖像

## 競爭行為的驅動因子
動態分析的第二步，是分析影響公司興起競爭行為的驅動因素，可協助預測對手可能的反應，以察覺—動機—能力（Awareness-Motivation-Capability, AMC）分析，了解競爭活動會如何影響對手公司的內部運作。
- 察覺：處於防守方的公司需察覺對手所採取的競爭活動。當防守方對於對手所發動的競爭活動感受愈強烈，則其做出的回應動作可能性也會愈大。例如：對於價格很敏感的市場做調降價格的活動，通常會馬上引起對手反應。而在品質的提升，不論產品或服務的品質則較難被察覺，則不會激起的快速的回應行動[2]。
- 動機：是防守方公司是否做出反擊決定的動機大小，通常防守方會將反擊所帶來的損失與收入做比較，再決定是否採取回應行動。例如：攻擊對手的主要市場，防守方的反擊動機會很強，如果攻擊防守方的次要的市場，則對手的反擊動機相較會比較弱[2]。
- 能力：是防守方公司資源與決策流程能不能支持公司發動反擊。反擊可以分為「差異化」或是「相似性」兩者不同的方式。差異化的方式是以新的服務或其它有特色的產品來反擊，相似性的方式是用與攻擊手相同的手法來反擊，例如：降價[2]。

## 企業間競爭：採取的活動或對手的反應
動態分析的第三步，是分析公司之間的競爭行為及相互競爭的行動與回應。這是動態競跟其它策略管理理論最大不同，更重視各家公司之間的競爭行動。陳明哲將其定義為：「廠商間為了加強或防禦其相對競爭位置，所發動的一項特定且可被察覺的競爭性行為」。
- 攻擊的可能性
  - 市場情勢瞬息萬變，企業需積極主動地發起一系列的競爭行動以創造優越的競爭地位，或避免競爭優勢遭到競爭對手攻擊而瓜分市場[5]。
  - 企業為了要能在市場中保持領導地位需時常採取不同的競爭行動以建立市場利基[4]。
- 回應的可能性
  - 會產生超額利潤的競爭行動，通常會吸引競爭公司的注意，並在某個時間內採取回應動作[6]。
  - 競爭的不對稱性：有時因為每家公司認定對手方式不同，會產生小廠認為大廠是對手，大廠卻沒把小廠看在眼裡。因此也讓一些小廠在大廠未察覺情況下茁壯[3]。典型例子是小米手機以網路社群培養「米粉」，再推出高CP值手機搶佔市場[7]。

## 結果
動態競爭的第四步，是以可見的組織績效分析競爭的對抗效果。
- 組織績效（Organizational Performance）：市場佔有率、財務...等數據
- 對抗效果（Effects of Rivalry）

流程的最後一步為回饋循環，競爭行動的結果會改變一開始的市場共同性與資源相似性的面貌，也會開啟下一波的競爭戰局。競爭本身就是一個動態循環的過程。

## 競爭積極性
- 競爭行動：企業為了強化及提昇市場上的地位或防止被超越，所發動的特定的、可被察覺的、可被偵測的競爭性行為[8]。例如：新產品開發、開拓新市場。這些行為可使企業獲得更多收入或更大的市佔率。
- 企業攻擊策略：企業為了取得更大的市場利基，主動發起使競爭對手獲利受影響的策略[9]。
  - 攻擊的方式包括：增加產品價值、改變競爭規則、改變交易規則、引進同業競爭、尋找伙伴一同競爭。

## 策略管理相關理論演進
由上至下為演進時序：
- 賽局理論：由諾曼（John von Neumann）在 1940 年所提
- 五力分析：由迈克尔·波特在 1979 年所提
- SWOT：由韋里克（英语：Heinz Weihrich）在 1980 年所提
- 動態競爭：源於資源基礎觀點，由 陳明哲在 1988 年所提
- BCG矩陣：由波士頓諮詢公司（BCG）在 1990 年所創
- 核心竞争力：由加里·哈默爾（Hamel）及 C. K. Prahalad（英语：C. K. Prahalad） 在 1990 年所提

## 動態競爭與五力分析比較
動態競爭理論是暨波特五力分析的後續策略管理學說，兩者比較如下：
|              | 五力分析                     | 動態競爭                                                                 |
| ------------ | ---------------------------- | ------------------------------------------------------------------------ |
| 基本前提     | 產業結構決定競爭力與獲利能力 | 競爭是"動態的"(有互動的)和相對的。採取的行動、反應對企業績效來說很重要。 |
| 分析層級     | 產業層級                     | 企業、行動層級                                                           |
| 理論背景     | 產業組織經濟學               | 熊彼特和奧地利經濟學的策略管理理論與實證研究                             |
| 聚焦         | 形成產業結構的五大力量       | 採取的行動、反應組合和個人行動                                           |
| 競爭優勢     | 競爭優勢是可被創造與持續的。 | 競爭優勢有時間性且為短暫的，只存在著相對優勢                             |
| 取向         | 產業與環境                   | 考量市場資源或內外部資源的平衡                                           |
| 公司間的關係 | 對稱的                       | 不對稱的                                                                 |
| 競爭策略     | 一般、通用型                 | 行動和回應的全部組合                                                     |
| 動態觀點     | 在兩個時間點中做比較         | 比較兩家公司之間所採取的行動、回應，或互動行為                           |

## 研究動態競爭的台灣學者
台灣研究動態競爭的學者屬極少數，除創始人陳明哲以外，各大學教授以動態競爭為學術專長的有以下：
- 林豪傑[11]
- 候勝宗[12]
- 喬友慶[13]